# Teurajärvi (sjö i Kolari, Lappland)
Teurajärvi är en sjö i kommunen Kolari i landskapet Lappland i Finland. Sjön ligger 173,1 meter över havet. Arean är 1,69 kvadratkilometer och strandlinjen är 11,45 kilometer lång. Sjön  ingår i Torne älvs huvudavrinningsområde.   Den ligger omkring 120 kilometer nordväst om Rovaniemi och omkring 800 kilometer norr om Helsingfors. 